# كالسيوم بولي
الكالسيوم البولي هو الكالسيوم الموجود في البول. ويُطلق عليه مصطلح "-كالكوريا" أو "-كالسيويوريا"

## الكمية الطبيعية
في تحليل البول، يمكن قياس الكمية الطبيعية من الكالسيوم البولي بوحدة "الكمية خلال الزمن" (غالبًا خلال 24 ساعة) . كما يمكن قياسه بالنسبة إلى كمية الكرياتينين، وهي طريقة تتيح تقدير طرح الكالسيوم البولي في عينة بول عشوائية، لأن تصفية الكرياتينين في البول لا تتأثر كثيرًا باختلافات تصفية الماء الحر، والتي تحدث مثلًا في حالات الجفاف وقد تُشوّه تفسير نتائج الكالسيوم البولي في العينة العشوائية.
بشكل طبيعي، في البالغ العادي، تكون كمية الكالسيوم التي تُطرح في البول حوالي 100–250 ملغ خلال فترة 24 ساعة.
```
أما لدى الأشخاص الذين يتبعون نظامًا غذائيًا منخفض الكالسيوم، فتتراوح الكمية بين 50–150 ملغ/24 ساعة،
في حين أن من يتبعون نظامًا خاليًا تمامًا من الكالسيوم يكون الطرح من 5–40 ملغ/24 ساعة.
```